# يوم الأخوة الكشفية العربية
قام القادة العرب باعداد لائحة تنظيم المخيم والمؤتمر الكشفى العربى وعرضها على مجلس جامعة الدول العربية في دورته الحادية والعشرين التي عقدت بمقر الجامعة بالقاهرة خلال شهر مارس 1954 فأقرها , ووافق على إقامة المخيم والمؤتمر الكشفى العربى الأول بسوريا خلال صيف 1954 وهكذا تحققت الأمنية الغالية التي سعى إلى تحقيقها مجموعة من قادة الكشافة العرب طوال سنوات عديدة، فأقيم أول مخيم ومؤتمر كشفى عربى يجمع شباب وقادة الكشافة من أنحاء البلاد العربية في الزبدانى بسوريا خلال المدة من 25 / 8 / 1954 إلى 4 / 9 / 1954 وترسيخاً للأخوة العربية وتحقيقاً لمزيد من التلاحم والتعاون بين الشباب العرب للوصول إلى الهدف الذي نسعى إليه جميعاً من تعاون وتعارف أكبر بين أبناء الأمة العربية .. من أجل ذلك اختار الرواد الأوائل للحركة الكشفية العربية يوم 22 مارس «آذار» من كل عام عيداً للأخوة الكشفية العربية.